# Altiplano (Murcia)
Die Comarca Altiplano ist eine der zwölf Comarcas in der autonomen Gemeinschaft Murcia. Die Region ist sehr landwirtschaftlich geprägt, besonders der Weinbau nimmt große Flächen ein.
Die im Norden gelegene Comarca umfasst 2 Gemeinden auf einer Fläche von 1.574,64 km².

## Gemeinden

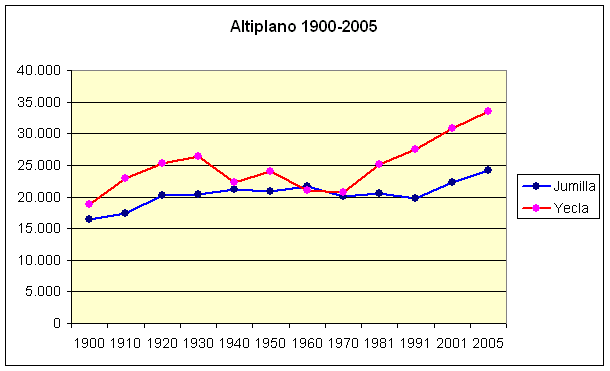
Bevölkerungsentwicklung von 1900 bis 2005

| Gemeinde          | Einwohner (2024) | Fläche km² | Dichte Einw./km² | Cod INE | Postleitzahl |
| ----------------- | ---------------- | ---------- | ---------------- | ------- | ------------ |
| Jumilla           | 27.263           | 969,00     | 28               | 30022   | 30520        |
| Yecla             | 35.957           | 605,64     | 59               | 30043   | 30510        |
| Comarca Altiplano | 63.220           | 1.574,64   | 40               | –       | –            |

1. ↑  Instituto Nacional de Estadística Municipal Register of Spain